# Уэнздей
«Уэ́нздей» (англ. Wednesday, другие варианты русской транскрипции — «Уэнсдэй», «Уэнсдей», «Уэнздэй»; с англ. — «Среда») — американский сериал о взрослении с жанровыми элементами мистерии, комедии и фантастики, основанный на сюжете о Семейке Аддамс. Сериал создали Альфред Гоф и Майлз Миллар, четыре эпизода срежиссировал Тим Бёртон, который является исполнительным продюсером. Главную роль играет Дженна Ортега. В других ролях появляются Гвендолин Кристи, Рики Линдхоум, Джейми Макшейн, Хантер Дуэн, Эмма Майерс, Джой Сандей, Джорджи Фармер, Наоми Дж. Огава, Кристина Риччи.
Шоу транслируют на стриминг-сервисе Netflix. Премьера первого сезона состоялась 23 ноября 2022 года. Сериал получил огромную популярность, отзывы критиков в основном умеренно позитивные. 6 августа 2025 года начался показ второго сезона. В июле 2025 года сериал был продлён на третий сезон.

## Сюжет
Сериал представляет собой детективную историю, в которой действуют сверхъестественные силы. Главная героиня — девушка по имени Уэнздей Аддамс, член семейки Аддамс и единственная дочь Гомеса и Мортиши Аддамсов, которая становится студенткой академии «Невермор». В первом сезоне она пытается справиться со своими экстрасенсорными способностями, помешать монстру, терроризирующему городок Джерико, и разгадать тайну, в которую были втянуты её родители 32 года назад. Всё это происходит на фоне запутанных событий в академии.
Во втором сезоне, по словам одного из шоураннеров сериала Майлза Миллара, будет уделено особое внимание взаимоотношениям заглавной героини и её матери. «Отношения между Уэнздей и Мортишей важны для шоу, и идея о том, что Уэнздей пытается проложить свой собственный путь вне семьи, важна», — объяснил Миллар в одном из интервью. Исполнительный продюсер Альфред Гоф рассказал, что Уэнздей останется в центре сюжета, но будут использованы возможности для более глубокой проработки других персонажей. Второй сезон не будет сосредоточен на любовных линиях персонажей, в основе будут мрачные и пугающие зрителей сцены. Производство 2 сезона «Уэнсдэй» стартовало в мае 2024 года. В октябре 2024 года появились слухи, что сериал может быть продлён на третий сезон. В июле 2025 года сериал был официально продлён на третий сезон.

## В ролях

### Основной состав
= Главная роль в сезоне
     = Второстепенная роль в сезоне
     = Гостевая роль в сезоне
     = Не появляется
     = Хроника
| Дженна Ортега            | Уэнздей Аддамс / Гуди Аддамс   | 8 | 8 | 16 |
| Эмма Майерс              | Энид Синклер                   | 8 | 8 | 16 |
| Гвендолин Кристи         | Лариса Уимс                    | 8 |   | 8  |
| Хантер Дуэн              | Тайлер Галпин                  | 8 | 6 | 14 |
| Джой Сандей              | Бьянка Барклей                 | 8 | 8 | 16 |
| Кэтрин Зета-Джонс        | Мортиша Аддамс                 | 2 | 8 | 10 |
| Луис Гусман              | Гомес Аддамс                   | 2 | 7 | 9  |
| Кристина Риччи           | Мэрилин Торнхилл / Лорел Гейтс | 8 | 3 | 11 |
| Стив Бушеми              | Барри Дорт                     |   | 8 | 8  |
| Джейми Макшейн           | Донован Галпин                 | 8 | 2 | 10 |
| Рики Линдхоум            | Валери Кинботт                 | 8 |   | 8  |
| Джорджи Фармер           | Аякс Петрополис                | 8 | 8 | 16 |
| Муса Мустафа             | Юджин Отингер                  | 6 | 8 | 14 |
| Виктор Доробанцу         | Вещь                           | 8 | 8 | 16 |
| Луянда Унита Льюис-Ньяво | Ричи Сантьяго                  | 6 | 8 | 14 |
| Айзек Ордоньес           | Пагсли Аддамс                  | 2 | 8 | 10 |
| Билли Пайпер             | Айседора Капри                 |   | 8 | 8  |
| Тэндиве Ньютон           | Доктор Рейчел Фейрберн         |   | 8 | 8  |
| Оуэн Пэйнтер             | Слурп                          |   | 8 | 8  |
| Эви Темплтон             | Агнес                          |   | 8 | 8  |
| Ноа Б. Тейлор            | Бруно Юсон                     |   | 8 | 8  |
| Перси Хайнс Уайт         | Ксавье Торп                    | 8 |   | 8  |
| Всего эпизодов           | Всего эпизодов                 | 8 | 8 | 16 |

### Второстепенный состав
- Фред Армисен — Дядя Фестер, брат Гомеса, дядя Уэнздей и Пагсли.
- Джордж Бурси (1-й сезон) / Йонас Суотамо (2 сезон) — Ларч, дворецкий семьи Аддамс.
- Томми Эрл Дженкинс (1-й сезон) — Ноубл Уокер, мэр города Джерико.
  - Исмаил Кесу — молодой Ноубл Уокер.
- Иман Марсон (1-й сезон) — Лукас Уокер, сын мэра города Джерико.
- Наоми Дж. Огава (1-й сезон) — Йоко Танака, ученица Академии «Невермор», вампир.
- Джонна Диас-Уотсон (1-й сезон) — Дивина, ученица Академии «Невермор», сирена.
- Оливер Уотсон (1-й сезон) — Кент, ученик Академии «Невермор», сирена.
- Калум Росс (1-й сезон) — Роуэн Ласлоу, ученик Академии «Невермор».
- Нитин Ганатра (1-й сезон) — доктор Анвар.
- Льюис Хэйес (1-й сезон) — Гаретт Гейтс, старший брат Лорел Гейтс.
- Грейси Голдман — Габриэль, мать Бьянки и глава секты «Утренняя песня».
- Фрэнсис О’Коннор (2-й сезон) — TBA
- Хэйли Джоэл Осмент (2 сезон) — TBA
- Хезер Матараццо (2-й сезон) — Джуди, ассистентка Рейчел Фейрберн в психиатрической больнице Уиллоу-Хилл.
- Лив Спенсер (2-й сезон) — Варикоз

### Приглашённые звёзды
- Уильям Хьюстон — Джозеф Крэкстоун, отец-основатель города Джерико.
- Мюррэй МакАртур (1-й сезон) — Фабиан, бездомный.
- Аманда Дрю — Эстер Синклер, оборотень и мать Энид.
- Райан Эллсворт — Мюррей Синклер, оборотень и отец Энид.
- Джоанна Ламли (2-й сезон) — Бабушка, мать Мортиши, бабушка Уэнздей и Пагсли.
- Кристофер Ллойд (2-й сезон) — Профессор Орлофф.
- Леди Гага (2-й сезон) — Розалин Ротвуд
- Хэйли Джоэл Осмент (2-й сезон) — серийный убийца из Канзас-Сити
- Энтони Майкл Холл (2-й сезон) — TBA

## Сезоны
| Сезон | Серии | Серии | Даты показа     | Даты показа     |
| ----- | ----- | ----- | --------------- | --------------- |
| 1     | 8     | 8     | 23 ноября 2022  | 23 ноября 2022  |
| 2     | 8     | 4     | 6 августа 2025  | 6 августа 2025  |
| 2     | 8     | 4     | 3 сентября 2025 | 3 сентября 2025 |
| 3     | TBA   | TBA   | TBA             | TBA             |

## Производство
Первые данные о начале работы над сериалом появились осенью 2020 года. Тогда ещё не было известно, кто именно занимается проектом, и в СМИ появились данные о том, что Мортишу и Гомеса могут сыграть Хелена Бонэм Картер и Джонни Депп, но эта информация не подтвердилась. В феврале 2021 года Netflix официально анонсировал проект — сериал из восьми эпизодов. Шоураннерами и исполнительными продюсерами проекта стали Альфред Гоу и Майлз Миллар, режиссёром — Тим Бёртон. Позже Дженна Ортега получила главную роль, Кэтрин Зета-Джонс и Луис Гусман — роли Мортиши и Гомеса соответственно.
В августе 2021 года к касту присоединились Тора Берч (надзирательница Тамара Новак), Рики Линдхоум (доктор Валери Кинботт), Джейми Макшейн (шериф Донован Галпин), Хантер Дуэн (Тайлер Галпин, его сын), Джорджи Фармер (ещё один студент академии Невермор горгона Аякс Петрополус), Муса Мустафа (президент пчеловодческого клуба Юджин Отингер), Эмма Майерс (Энид Синклер), Наоми Танкел (вампир Йоко Танака), Джой Сандай (сирена Бьянка Барклай) и Перси Хайнс Уайт (Ксавье Торп).
Съёмки начались 13 сентября 2021 года в Бухаресте, Румыния, и закончились 30 марта 2022 года. 17 августа на YouTube-канале Netflix вышел первый тизер сериала. Премьера состоялась 23 ноября 2022 года на стриминг-сервисе Netflix.
Сразу после премьеры в ноябре 2022 года сериал «Уэнздей» обрёл огромную популярность, и поэтому критики были уверены, что шоу получит продолжение. Официально второй сезон был анонсирован 6 января 2023 года. Производством снова занялся Amazon. В СМИ озвучивалось предположение о том, что второй сезон выйдет на другой платформе из-за соглашения Amazon с Metro-Goldwyn-Mayer о слиянии, но эти данные не подтвердились.
Netflix выпустил тизер, в котором пообещал «ещё больше страданий». Премьера второго сезона запланирована на 6 августа 2025 года. В октябре 2024 года сериал был официально продлён на третий сезон.

## В популярной культуре
Танец, который Уэнздей исполняет в четвёртом эпизоде первого сезона на танцполе под песню The Cramps «Goo Goo Muck», придумала и поставила сама исполнительница этой роли Дженна Ортега. Она призналась, что очень волновалась из-за сцены: «Я сама поставила хореографию, и я думаю, совершенно очевидно, что я не танцовщица и не хореограф», — рассказала Ортега. По словам актрисы, танец был вдохновлён британской рок-певицей Сьюзи Сью, хореографией Боба Фосса в клипе на песню «The Rich Man’s Frug», Лизой Лоринг, сыгравшую Уэнздей в оригинальном чёрно-белом сериале 1960-х годов, рок-певицей Леной Лович, французским актёром Дени Лаваном и архивными кадрами с танцами готов из 1980-х. Одно из движений Дженна Ортега взяла у Джона Эстина — исполнителя роли отца семейства Гомеса Аддамса в оригинальном чёрно-белом сериале 1960-х. 2 декабря 2022 года Netflix запустил круглосуточную непрерывную трансляцию танца на канале Still Watching Netflix в Youtube.
После выхода сериала танец Уэнздей и его фанатские воссоздания с песней Леди Гаги «Bloody Mary» стали вирусным в TikTok, а Ким Кардашьян, Амелия Димолденберг, Марина Диамандис и сама Гага также участвовали в этом тренде. Это привело к значительному увеличению прослушиваний песни на Spotify и других потоковых сервисах в США, увеличившись на 415 процентов в течение недели после выхода сериала. В декабре 2022 года песня была отправлена на французское радио в качестве сингла, спустя 11 лет после выхода альбома «Born This Way», на котором она была представлена.

## Оценки
Сериал побил рекорд стриминг-сервиса Netflix по количеству часов просмотра англоязычной программы за первую неделю. По данным стриминг-сервиса Netflix за первую неделю сериал «Уэнздей» посмотрели 341,2 миллиона часов. Предыдущий рекорд принадлежал 4 сезону «Очень странные дела», который за неделю посмотрели 335,01 миллиона часов. Через 28 дней после премьеры первый сезон «Уэнздей» стал третьим сериалом Netflix, который набрал миллиард часов просмотра. В середине декабря 2022 года больше просмотров было только у четвёртого сезона «Очень странные дела» (1,35 миллиарда часов) и первого сезона «Игра в кальмара» (1,65 миллиарда).
В июне 2023 года система подсчётов на Netflix была изменена (вместо 30 дней с момента премьеры стали учитывать 90), что сделало «Уэнздэй» самым популярным англоязычным шоу на Netflix.
Сериал получил сдержанно-положительные отзывы в прессе. На сайте-агрегаторе отзывов Rotten Tomatoes он получил рейтинг 71 %, на сайте Metacritic — 66 баллов из 100. Особой похвалы удостоились игра Дженны Ортеги в главной роли, режиссура Бёртона и мистическая атмосфера, а критика в основном касалась сюжета, в особенности любовных линий. Эд Пауэр из The Daily Telegraph оценил «Уэнздей» на четыре звезды из пяти, назвав её «увлекательным развлечением в стиле рококо», «чем-то средним между „Эйфорией“ и „Отелем Трансильвания“». Джон Андерсон из The Wall Street Journal отметил «харизматичную игру» Ортеги и назвал сериал «зачастую восхитительным, несмотря на его нарочитую мрачность». Том Лонг (The Detroit News) счёл шоу визуально привлекательным, описал невозмутимость Ортеги как «настолько эластичную, насколько это было необходимо», а её игру в целом как «достаточно последовательную и выходящую за рамки карикатуры». Кристина Эскобар (RogerEbert.com) высоко оценила невозмутимый юмор Ортеги. Майк Хейл из New York Times констатировал, что «Уэнздей» — не тот сериал, который нужен настоящим поклонникам «Семейки Аддамс», признал шоу «сносным», созданным «на уровне шаблонной подростковой романтики и мистики», сравнил его с франшизой о Гарри Поттере. Джесси Хассенджер из TheWrap описал четыре эпизода, срежиссированные Бёртоном, как похожие скорее на «Веронику Марс», чем на «Сонную лощину». Ник Хилтон из The Independent поставил «Уэнздей» всего две звезды из пяти возможных и раскритиковал общую интонацию как слишком язвительную.
Татьяна Алёшичева («Коммерсантъ») охарактеризовала «Уэнздей» как «набор поп-культурных штампов из подростковых сериалов, слегка сдобренный мифологией Аддамсов». По её словам, в этом шоу «с благословения Тима Бёртона из рафинированных фриков и мизантропов Аддамсов насильно делают нормальных людей».
По итогам года многие издания (в их числе BuzzFeed, CNN, Collider, DTF, Мир фантастики) включили «Уэнздей» в число лучших сериалов 2022 года (в пользовательском голосовании «Мира фантастики» «Уэнздей» заняла первое место).

## Награды и номинации
| Награда                                            | Год  | Категория                                                              | Номинанты и получатели                                     | Результат |
| -------------------------------------------------- | ---- | ---------------------------------------------------------------------- | ---------------------------------------------------------- | --------- |
| Hollywood Music in Media Awards                    | 2022 | Лучшая главная тема телешоу или мини-сериала                           | Дэнни Эльфман                                              | Номинация |
| Австралийская академия кинематографа и телевидения | 2023 | Лучший комедийный сериал                                               | Уэнздей                                                    | Номинация |
| Гильдия художников-постановщиков Америки           | 2023 | Лучшая художественная постановка для исторического или фэнтези-сериала | Марк Скратон (за «Самое одинокое число»)                   | Номинация |
| «Выбор критиков»                                   | 2023 | Лучший хоррор-сериал                                                   | Уэнздей                                                    | Победа    |
| «Выбор критиков»                                   | 2023 | Лучшая женская роль в хоррор-сериале                                   | Дженна Ортега                                              | Победа    |
| «Выбор критиков»                                   | 2023 | Лучшая женская роль в хоррор-сериале                                   | Кристина Риччи                                             | Номинация |
| Гильдия художников по костюмам Америки             | 2023 | Лучший дизайн костюм в современном сериале                             | Коллин Этвуд и Марк Сазерленд («Дочь среды — сестра беды») | Победа    |
| Гильдия режиссёров Америки                         | 2023 | Лучшая режиссёрская работа в комедийном сериале                        | Тим Бёртон («Дочь среды — сестра беды»)                    | Номинация |
| «Золотой глобус»                                   | 2023 | Лучший телесериал — комедия или мюзикл                                 | Уэнздей                                                    | Номинация |
| «Золотой глобус»                                   | 2023 | Лучшая женская роль в телесериале — комедия или мюзикл                 | Дженна Ортега                                              | Номинация |
| Golden Reel Awards                                 | 2023 | Лучший монтаж музыки                                                   | Уэнздей                                                    | Номинация |
| Гильдия гримёров и стилистов Америки               | 2023 | Лучший грим                                                            | Уэнздей                                                    | Номинация |
| Kids’ Choice Awards                                | 2023 | Любимый семейный телесериал                                            | Уэнздей                                                    | Победа    |
| Kids’ Choice Awards                                | 2023 | Любимая звезда семейного телесериала                                   | Дженна Ортега                                              | Победа    |
| Гильдия киноактёров Америки                        | 2023 | Лучшая женская роль в комедийном телесериале                           | Дженна Ортега                                              | Номинация |